# فرج النحاس
فرج النحاس (18 ابريل 1911 - 12 يونيو 1976) ممثل مصري 

## حياته ونشأته
من مواليد  18 إبريل 1911 بدأ عمله الفني عام 1941 في فيلم «عاصفة على الريف»، قام بالعديد من الأدوار المتنوعة مثل المحامي، والرجل الأرستقراطي، ورجل البوليس، ومن أشهر أدواره دور ''الشاويش'' مع إسماعيل ياسين في فيلم المليونير، شارك في العديد من المسلسلات الإذاعية ومن أشهر أعماله في البرنامج الإذاعي الشهير «إلى ربات البيوت»  وكان يحتوي على أطول مسلسل إذاعي «عيلة مرزوق أفندى» حيث كان يجسد شخصية «مرزوق أفندي» في هذا المسلسل، وتزوج من زميلته في «عيلة مرزوق أفندي» الفنانة «رفيعة الشال»  ورزق منها بالابن الوحيد الذي قام بالإنتحار وهو في السنة النهائية من كلية الطب بعد أن أحب زميلة له وعندما صارحها برغبته في الزواج منها رفضت لأن مستوى أسرتها العائلي والمالي يفوق بكثير مستوى أسرته، وأصب الشاب بحالة نفسية أنتهت به إلى الانتحار، وأصيبت رفيعة الشال بالشلل ثم هجرت بيت الزوجية ثم تطلقت من فرج النحاس.
توفي في 12 يونيو 1976 بعد المشاركة في 73 عملاً  بين السينما والمسرح والإذاعة.

## أهم أعماله
المسلسل الإذاعي «في سبيل الحرية» الذي كتبه جمال عبد الناصر عام 1934 عندما كان طالب بالثانوية، لكنه لم يستكملها وتم عمل مسابقة لاستكمالها عام 1958 وفاز بالمركز الأول كلًا من الكاتب عبد الرحمن فهمي وعبد الرحيم عجاج. المسلسل أعده للإذاعة طاهر أبو فاشا وأخرجه يوسف الحطاب.
فيلم «ممنوع الحب» للمخرج محمد كريم عام 1942، قام بدور حتحوت.
فيلم «المليونير» للمخرج حلمي رفلة عام 1950، قام بدور شاويش القسم.
المسلسل الإذاعي «شخصيات تبحث عن مؤلف» للمخرج السيد بدير عام 1961.
مسلسل اذاعي «أم كلثوم» للمخرج سمير عبد العظيم عام 1975.

## وصلات خارجية
https://www.elmogaz.com/629954 فرج النحاس
https://elcinema.com/person/1086237 فرج النحاس
https://dhliz.com/artist/farag_al_nahhas/ فرج النحاس
https://www.imdb.com/name/nm10520584/?ref_=nv_sr_srsg_0 فرج النحاس
https://karohat.com/Person/7e7c04b7-6283-4465-9f32-4555cdc4bc74 فرج النحاس